# Kalyves
Kalyves (Grieks: Καλύβες) is een dorp gelegen aan de Baai van Souda op het Griekse eiland Kreta en maakt deel uit van de gemeente Apokoronas.

## Het dorp
Kalyves ligt ongeveer 20 km ten oosten van Chania. Door het dorpscentrum loopt de Xidhe, een kleine rivier die ontspringt bij het plaatsje Armeni, gelegen in de Witte Bergen, en die uitmondt in de baai van Souda. Door het dorp loopt de oude nationale weg, die tevens de hoofdstraat is. Het dorp heeft een lintbebouwing. Aan de oostelijke rand van het dorp ligt een kleine vissershaven en de jachthaven. Het strand grenst aan de stad. Een ander strand ligt ten westen van Kalyves, richting het gehucht Kalami. Het dorp heeft een oprit naar de nieuwe nationale weg. In het centrum ligt de grote kerk, Agia Paraskevi.
In de hellenistische periode was Kalyves waarschijnlijk de haven Kissamos, niet te verwarren met het huidige Kissamos, een van de havens van de machtige stadstaat Aptera.

## Afbeeldingen

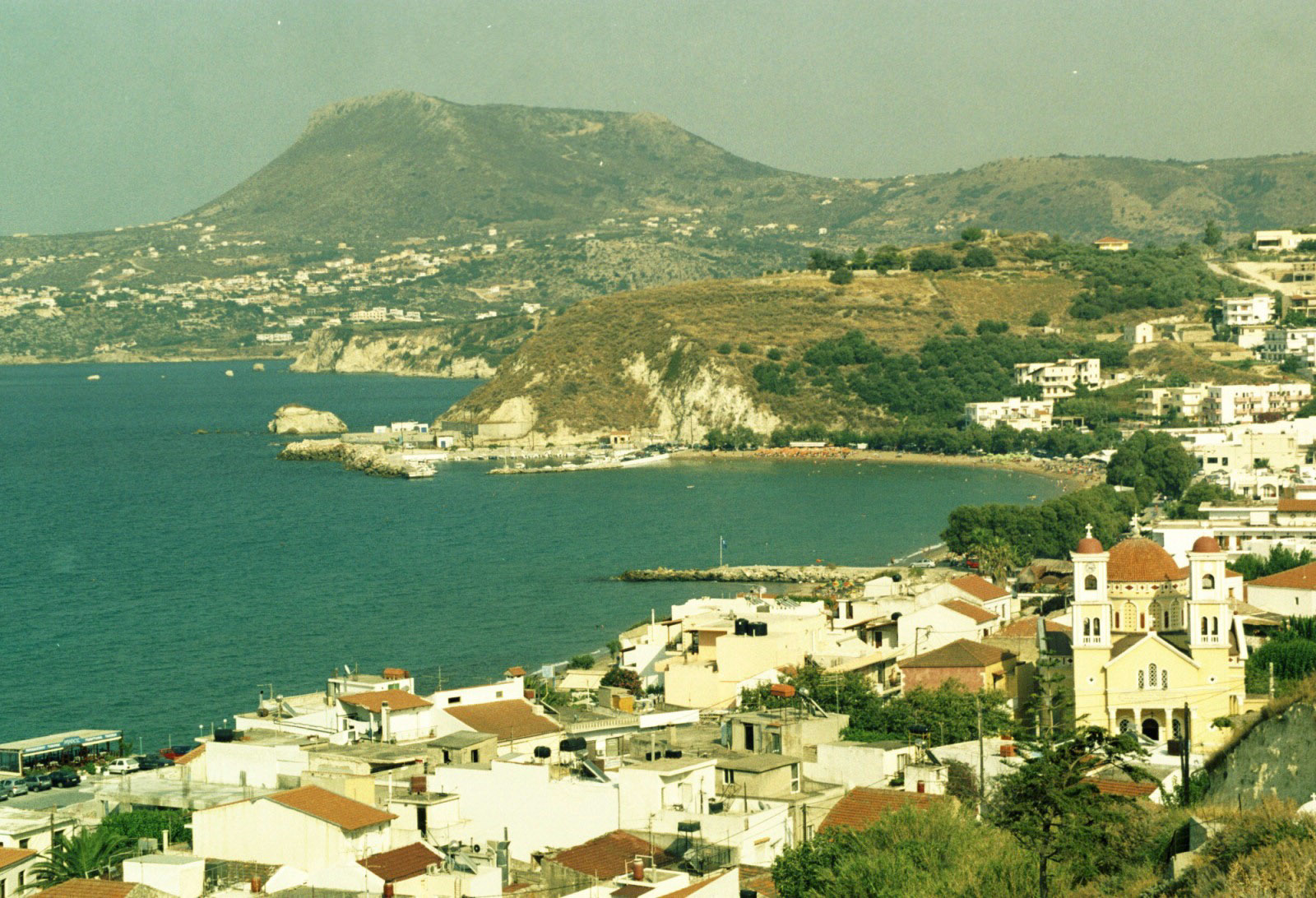
Kalyves gezien vanuit het westen
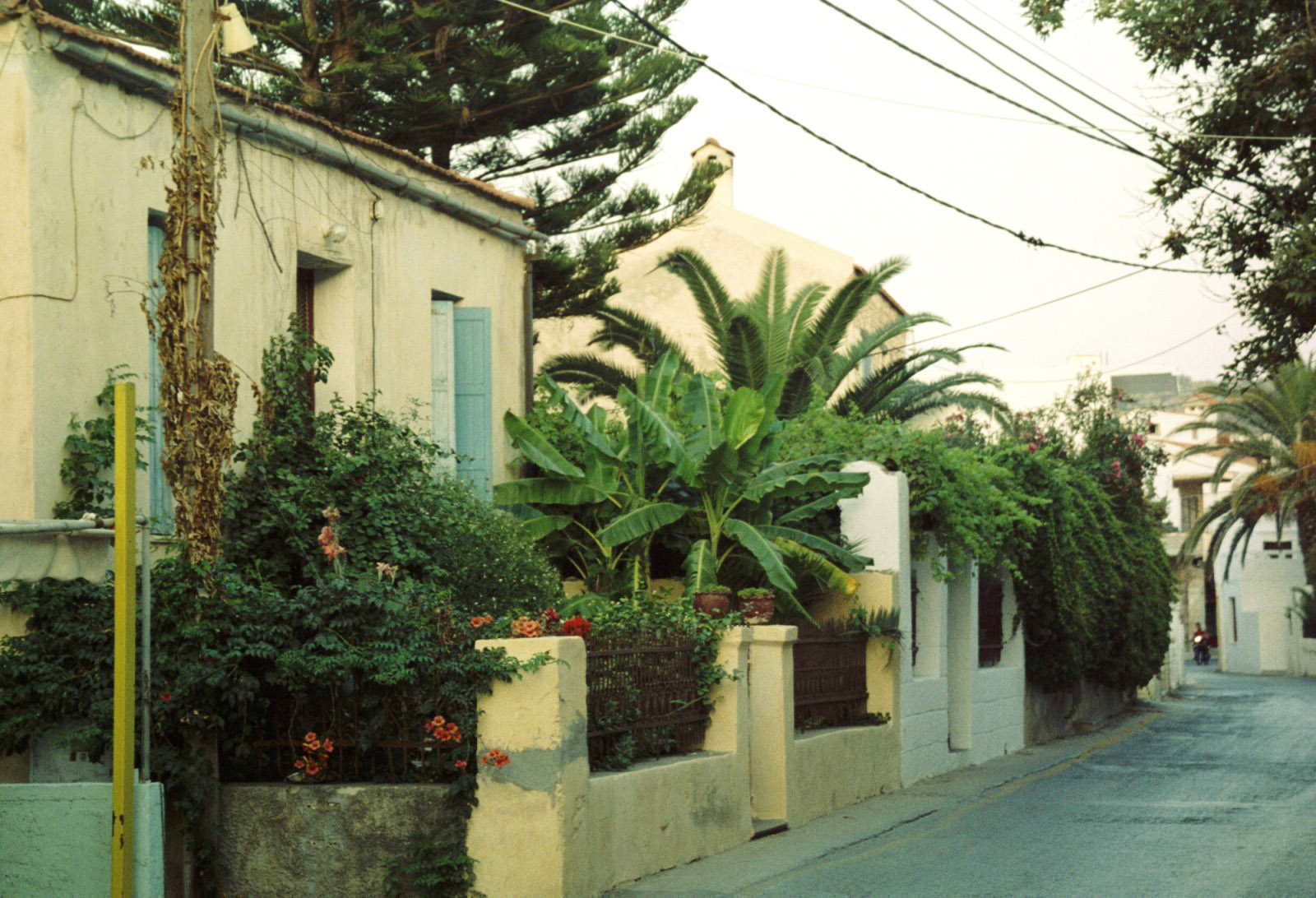
Straat in Kalyves